# Jūni kokuki
Jūni kokuki (jap. 十二国記 Jūni kokuki; pol. Zapiski z dwunastu krajów lub Kroniki dwunastu krajów) – japońska seria light novel i krótkich opowiadań napisanych przez Fuyumi Ono i ilustrowanych przez Akihiro Yamadę. Opowiada o przygodach ludzi oraz innych istot żyjących w innym świecie, którego zasady inspirowane są Księgą Gór i Mórz. Ponadto na podstawie tych opowieści w 2002 roku powstało anime, wyprodukowane przez NHK, obejmujące fabułę 4 z 11 tomów.
W kwietniu 2012 roku wydawanie serii od wydawnictwa Kōdansha przejęło wydawnictwo Shinchōsha. Wydawnictwo to od lipca 2012 roku publikuje wcześniej wydane tomy.
12 grudnia 2018 roku za pośrednictwem oficjalnej strony autorki ogłoszono, że w 2019 roku zostanie wydany kolejny tom powieści.
Na 2021 roku zapowiedziano wydanie zbioru opowiadań związanego z serią.

## Świat przedstawiony

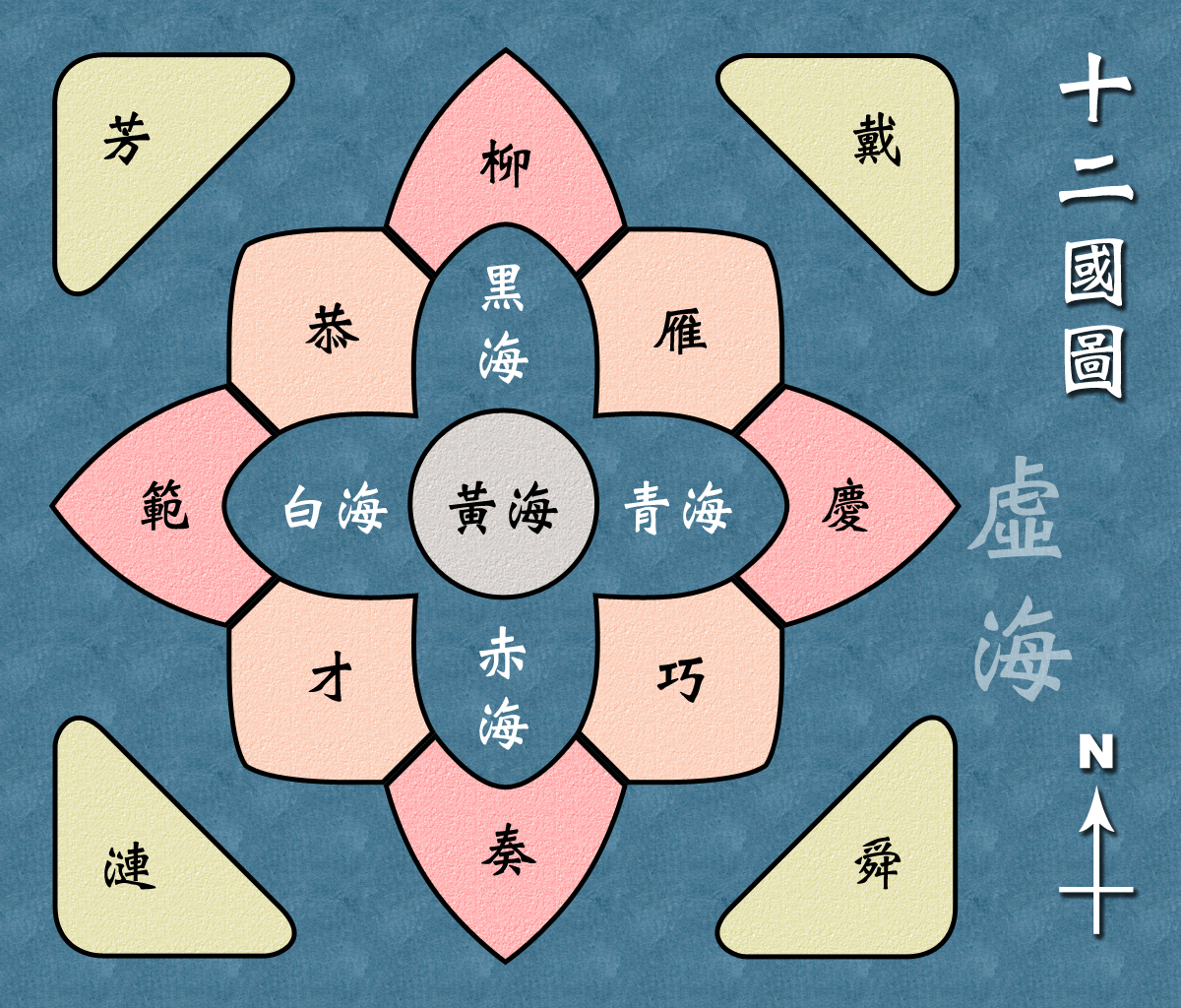
Mapa dwunastu królestw

Seria opowiada kilka luźno powiązanych ze sobą historii, które dzieją w innym świecie. Świat ten składa się z kilku wysp otoczonych nieskończonym morzem. Istnieje tam zarówno magia jak i fantastyczne stwory, a społeczeństwa żyją w sposób podobny do Chińczyków sprzed kilku stuleci. W czasie, gdy mieszkańcy świata Dwunastu Królestw są świadomi istnienia „naszego” świata (którego określają Hōrai), mieszkańcy „naszego” świata nie mają pojęcia o jego istnieniu. Tylko bardzo szczególne okoliczności pozwalają na przekraczanie granicy światów.
W tamtym świecie znajduje się trzynaście krain. W centrum świata mieści się Kōkai oraz góra Hō, gdzie mieszkają bogowie i rodzą się Kirini, przez których bogowie przekazują swą wolę. Kōkai otoczone jest przez cztery morza wewnętrzne – Morze Czarne, Morze Niebieskie, Morze Czerwone i Morze Białe. Osiem z dwunastu królestw (Kei, En, Ryu, Kyō, Han, Sai, Sō oraz Kō) zlokalizowane są na głównym lądzie tamtego świata, granicząc przynajmniej z jednym z tych mórz. Pozostałe cztery królestwa (Tai, Hō, Ren oraz Shun) nie są częścią głównego lądu, każde z nich znajduje się na osobnej wyspie. Na czele każdego z dwunastu królestw stoi władca, którego wybiera Kirin (każde królestwo ma własnego Kirina). Władca z chwilą wybrania otrzymuje życie wieczne, tak długo jak przestrzega zasad ustalonych przez bogów, a kirin podlega mu przez cały okres panowania.

## Bohaterowie
Większość historii skupia się na dziewczynie o imieniu Yōko Nakajima, która przenosi się z Japonii do innego świata i poszukuje swojego przeznaczenia. Jednak zarówno powieści jak i anime opowiada historię również innych postaci – między innymi Taiki'ego – potężnego czarnego Kirina, służącego władcy królestwa Tai, Enki oraz Shōryū – odpowiednio kirinie oraz władcy królestwa En. Inni ważniejsi bohaterowie to chłodny w obejściu i bezceremonialny Keiki, który sprowadza Yōko do świata dwunastu królestw; Gyōsō – generał wybrany przez Taikiego na władcę Tai; Shushō – królowa Kyō, Shōkei – córka władcy królestwa Hō oraz Suzu – potulna dziewczyna, przez przypadek przeniesiona z Japonii do innego świata.
- Yōko Nakajima (jap. 中嶋陽子 Nakajima Yōko)

Seiyū: Aya Hisakawa 
- Keiki (jap. 景麒)

Seiyū: Takehito Koyasu 
- Rakushun (jap. 楽俊)

Seiyū: Ken’ichi Suzumura 
- Shōryū (jap. 尚隆)

Seiyū: Masaki Aizawa 
- Enki (jap. 六太)

Seiyū: Kappei Yamaguchi 

## Powieści
Zanim Fuyumi Ono rozpoczęła pracę nad cyklem Dwanaście królestw, napisała powieść Mashō no ko (jap. 魔性の子) – horror o chłopcu pochodzącym z innego świata. Autorka później włączyła część wydarzeń z tej książki do świata Dwunastu królestw. Oprócz powieści, autorka napisała kilka opowiadań, których akcja dzieje się w różnych królestwach innego świata. Są to: Kasho (jap. 華胥), Toei (jap. 冬栄), Shokan (jap. 書簡), Kizan (jap. 帰山) oraz Jōgetsu (jap. 乗月). Zostały one wydane pod wspólnym tytułem Kasho no yume. Oprócz nich napisała również Hyōhaku (jap. 漂舶) (opublikowane w 1997, dołączone do audiobooka Higashi no watatsumi, nishi no sōkai), nie zostało ono jednak nigdzie indziej wydane. Kolejne dwa opowiadania, Hisho no tori (jap. 丕緒の鳥) oraz Rakusho no goku (jap. 落照の獄) zostały opublikowane w czasopiśmie Yom Yom, które należy do wydawnictwa Shinchōsha.
Zapowiedziano wydanie zbioru opowiadań związanych z serią, który zostanie wydany w 2021 roku, a dostęp do pierwszego opowiadania z tego zbioru został rozesłany mailowo 12 grudnia 2020 roku wszystkim subskrybentom specjalnej kampanii promocyjnej. Opowiadanie jest zatytułowane Yūmei no kishi (jap. 幽冥の岸).
| Książka | Tomów | Tytuł                                                    | Wydanie                                                     | ISBN                                                          |  |
| --- | ----- | -------------------------------------------------------- | ----------------------------------------------------------- | ------------------------------------------------------------- |  |
| 0 | 1     | Mashō no ko (魔性の子)                                   | 1991 (Kodansha) 1 lipca 2012 (przedruk Shinchoshy)          | ISBN 978-4-10-124051-0 (przedruk)                             |  |
| Chłopak o imieniu Kaname Takasato odnajduje się po roku nieobecności. Wkrótce osoby wokół niego odkrywają, że gdy ktoś próbuje być dla niego choćby niemiły, dzieje się temu komuś krzywda. |       |                                                          |                                                             |                                                               |  |
| 1 | 2     | Tsuki no kage, kage no umi (月の影 影の海)               | 11 czerwca 1992 (tom 1) 9 lipca 1992 (tom 2)                | ISBN 978-4-06-255071-0 (tom 1) ISBN 978-4-06-255072-7 (tom 2) |  |
| Yōko zostaje królową królestwa Kei. |       |                                                          |                                                             |                                                               |  |
| 2 | 2     | Kaze no umi, meikyū no kishi (風の海 迷宮の岸)           | 11 marca 1993 (tom 1) 12 kwietnia 1993 (tom 2)              | ISBN 978-4-06-255114-4 (tom 1) ISBN 978-4-06-255120-5 (tom 2) |  |
| Taiki wybiera władcę królestwa Tai. |       |                                                          |                                                             |                                                               |  |
| 3 | 1     | Higashi no wadatsumi, nishi no sōkai (東の海神 西の滄海) | 26 maja 1994                                                | ISBN 978-4-06-255168-7                                        |  |
| Władca królestwa En tłumi rebelię. |       |                                                          |                                                             |                                                               |  |
| 4 | 2     | Kaze no banri, reimei no sora (風の万里 黎明の空)        | 18 lipca 1994 (tom 1) 29 sierpnia 1994 (tom 2)              | ISBN 978-4-06-255175-5 (tom 1) ISBN 978-4-06-255178-6 (tom 2) |  |
| Yoko, Suzu oraz Shōkei uwalniają prowincję Wa w królestwie Kei spod władzy skorumpowanych urzędników.                                                                                       |       |                                                          |                                                             |                                                               |  |
| 5 | 1     | Tonan no tsubasa (図南の翼)                              | 2 lutego 1996                                               | ISBN 978-4-06-255229-5                                        |  |
| Shushō zostaje władcą królestwa Kyō. |       |                                                          |                                                             |                                                               |  |
| 6 | 2     | Tasogare no kishi, akatsuki no sora (黄昏の岸 暁の天)    | 15 maja 2001 (oba tomy)                                     | ISBN 978-4-06-255546-3 (tom 1) ISBN 978-4-06-255550-0 (tom 2) |  |
| Risai spotyka się z Yōko i prosi ją o pomoc w znalezieniu Taiki'ego. |       |                                                          |                                                             |                                                               |  |
| 7 | 1     | Kasho no yume (華胥の幽夢)                               | 5 września 2001                                             | ISBN 978-4-06-255573-9                                        |  |
| Pięć opowiadań które dzieją się w królestwach Tai, Hō, Kei, Sai oraz Sō: Toei (冬栄), Jōgetsu (乗月), Shokan (書簡), Kasho (華胥), Kizan (帰山)                                             |       |                                                          |                                                             |                                                               |  |
| 8 | 1     | Hisho no tori (丕緒の鳥)                                 | 1 lipca 2013                                                | ISBN 978-4-10-124058-9                                        |  |
| Cztery opowiadania, które rozgrywają się między innymi w królestwie Kei i Ryu: Hisho no tori (丕緒の鳥), Rakushō no goku (落照の獄), Seijō no ran (青条の蘭) oraz Fūshin (風信).            |       |                                                          |                                                             |                                                               |  |
| 9 | 4     | Shirogane no oka, kuro no tsuki (白銀の墟 玄の月)        | 12 października 2019 (dwa tomy) 9 listopada 2019 (dwa tomy) |                                                               |  |
| |       |                                                          |                                                             |                                                               |  |

## Anime
Serial anime był nadawany przez telewizję NHK od 9 kwietnia 2002 roku do 30 sierpnia 2003. Początkowo seria miała liczyć 39 odcinków, jednak w marcu 2003 roku ogłoszono nadawanie drugiej serii (od odcinka 40). Co więcej, według Aikawa Shō, scenarzysty adaptacji telewizyjnej, planowano, że w drugiej serii miał kontynuować kolejno Higashi no wadatsumi, nishi no soukai, Tonan no tsubasa, stworzyć pewnego rodzaju konkluzję do niedokończonej historii Tasogare no kishi, akatsuki no sora oraz ogólną konkluzję do całej wersji telewizyjnej. Jednakże seria zakończyła się wraz z 45 odcinkiem.
W oficjalnym ogłoszeniu NHK, powodem przerwania produkcji anime było, że wątki w powieściach na których anime bazowało nie zostały zakończone, a projekty postaci były bardzo barwne i szczegółowe a zatem trudne do narysowania.
| n/o | Tytuł                                                    | Emisja                               |
| --- | -------------------------------------------------------- | ------------------------------------ |
| 1-14 | Tsuki no kage, kage no umi (月の影 影の海)               | 9 kwietnia – 16 lipca 2002           |
| Do Yōko Nakajimy, pewnego dnia w szkole, przychodzi tajemniczy osobnik i składa jej przysięgę wierności. Chwilę później atakują szkołę ogromne ptaszyska, a przybysz wręcza jej miecz i każe je z nimi walczyć. Następnie przybysz – który przedstawia się jako Keiki – oznajmia jej, że ma udać się z nim do innego świata, a ona zgadza się, pod warunkiem że pójdą z nią jej znajomi – Yuka Sugimoto oraz Ikuya Asano. |                                                          |                                      |
| 15 – 21 | Kaze no umi, meikyū no kishi (風の海 迷宮の岸)           | 3 września – 15 października 2002    |
| Po długich poszukiwaniach, Enki, kirin królestwa En, odnajduje na Ziemi zaginionego przed laty kirina królestwa Tai i z pomocą innego kirina sprowadza go z powrotem do innego świata. Taiki uczy się i poznaje inny świat oraz przygotowuje się do swojej życiowej roli. |                                                          |                                      |
| 22 | Shokan (書簡)                                            | 22 października 2002                 |
| Rakushun (znany z 1 części serialu) zostaje studentem na urzędnika. Stara się podołać nowym wyzwaniom stawianym przed nim w szkole. Yōko również mierzy się ze swoją nową rolą jako władcy i w końcu ustala datę oficjalnej ceremonii koronacji. |                                                          |                                      |
| 23 – 39 | Kaze no banri, reimei no sora (風の万里 黎明の空)        | 29 października 2002 – 11 marca 2003 |
| Yōko rozumie swoje problemy związane z nieznajomością innego świata, dlatego decyduje się na naukę u pewnego bardzo poważanego starca imieniem Enho. W tym czasie niektórzy z jej urzędników rozgrywają gierki polityczne które doprowadzają do buntu w jednej z prowincji królestwa Kei – Wa. |                                                          |                                      |
| 40 | Jōgetsu (乗月)                                           | 5 lipca 2003                         |
| Kantai w roli emisariusza odwiedza królestwo Hou, prosząc tymczasowego zarządcę królestwa i opiekuna księżniczki Shoukei o pozwolenie przyłączenia się jej do dworu Yoko. Przy okazji obaj dyskutują nad powodem upadku rządów króla Kou, ojca Shoukei i obecnej sytuacji w kraju. Król En wybiera się na górę Shou. |                                                          |                                      |
| 41 – 45 | Higashi no wadatsumi, nishi no sōkai (東の海神 西の滄海) | 26 lipca – 30 sierpnia 2003          |
| Enki spotyka się ze starym znajomym, lecz zostaje porwany i uwięziony. |                                                          |                                      |

### Ścieżka dźwiękowa
| Seria          | Tytuł                              | Twórcy                                                                         |          |
| Czołówka       | Czołówka                           | Czołówka                                                                       | Czołówka |
| -------------- | ---------------------------------- | ------------------------------------------------------------------------------ | -------- |
| 1 – 45         | „Jūnigenmukyoku” (jap. 十二幻夢曲) | Kunihiko Ryo (muzyka i aranżacja)                                              |          |
| Napisy końcowe |                                    |                                                                                |          |
| 1 – 45         | „Getsumeifūei” (jap. 月迷風影)     | Keiko Kitagawa (tekst) Tomohiko Kira (muzyka i aranżacja) Mika Arisaka (wokal) |          |

## Odbiór
Do marca 2020 roku cztery tomy Shirogane no oka, kuro no tsuki zostały łącznie sprzedane w 2 545 000 egzemplarzy, a wszystkie tomy serii sprzedano łącznie w ponad 12 milionach egzemplarzy.
Opowiadanie z zapowiadanego na 2021 roku zbioru, link do którego rozesłano mailowo 12 grudnia 2020, do 28 grudnia 2020 został wyświetlony milion razy.
Książka Shirogane no oka, kuro no tsuki została także w specjalnym głosowaniu czytelników przeprowadzonym przez magazyn „Da Vinci” wydawnictwa Kadokawa wyłoniona jako Książka roku 2020 (BOOK OF THE YEAR 2020) spośród 50 różnych pozycji.

### Nagrody i nominacje
W 2020 roku seria light novel została uhonorowana nagrodą dla serii literackich im. Eiji Yoshikawy (jap. 吉川英治文庫賞 Eiji Yoshikawa bunkoshō) na piątej ceremonii jej rozdania.